# ОМШ „Душан Сковран” Ћуприја
Школа за основно музичко образовање „Душан Сковран” у Ћуприји основана је 1946. године, међу првима у Србији, саграђена захваљујући успешној акцији грађана и добровољним прилозима родитеља ученика.
Зграда школе са двадесетчетири кабинета за индивидуалну наставу, просторијама за пријатеље музике и концертном двораном од 400 седишта, одиграла је значајну улогу у даљем музичком развоју.
У темељу овог здања, узидана је порука која гласи: „Нека овај објекат буде увек музички центар нашег града и споменик упорности грађана како се треба борити за процват свог места, како се треба борити за добро младе генерације“.
Данас ову установу похађа око 160 ученика, стичући образовање из области клавира, хармонике, трубе, флауте, кларинета и соло певања.
Школа носи назив по некадашњем диригенту Академског камерног оркестра Душану Сковрану.